# 费奥多西·多布然斯基
费奥多西·格里戈里耶维奇·多布然斯基（英語：Theodosius Grigorievich Dobzhansky；1900年1月25日—1975年12月18日），美国遗传学家、演化生物学家。

## 生平
1900年1月25日，多布然斯基出生在俄罗斯帝国（现乌克兰）涅米罗夫，父亲是数学教师。1910年，举家迁往基辅。在高中时，多布然斯基收集了许多蝴蝶并决定成为一名生物学家。1917年至1921年，多布然斯基就读于基辅大学。毕业后，又留校任教至1924年。随后，多布然斯基前往列宁格勒，师从尤里·菲利普琴科，在新成立的黑腹果蝇实验室工作。
1924年8月8日，多布然斯基与遗传学家纳塔利娅·娜塔莎·西韦尔特泽夫结婚，婚后育有一女。他的女儿索菲（Sophie）后来嫁给了美国人类学家迈克尔·D·科。
这一阶段的俄罗斯经历了第一次世界大战、1917年俄国革命和俄国内战，造成了巨大的社会动荡。
1927年，多布然斯基在洛克菲勒基金會的资助下移民美国。在哥伦比亚大学，多布然斯基与利用黑腹果蝇研究遗传学的先驱托马斯·亨特·摩根成为同事。1930年至1940年，他又追随摩根前往加利福尼亚理工学院工作。多布然斯基用大量事实证明了自然群体中广泛地存在着遗传变异。
1934年提出多布然斯基-馬勒基因不相容模型。
1937年，多布然斯基出版了《遗传学与物种起源》，这是现代综合进化学说的主要论著之一，将达尔文主义和染色体遗传理论进行了综合。同年，多布然斯基加入美国国籍。
1940年，多布然斯基返回哥伦比亚大学并一直工作到1962年。随后，他又前往洛克菲勒学院（Rockefeller Institute，1965年更名为洛克斐勒大學）直到1971年退休。
1968年6月1日，多布然斯基被诊断患上白血病。1969年2月22日，其妻娜塔莎因冠状动脉血栓去世。多布然斯基自1971年退休后继续在加利福尼亚大学戴维斯分校工作并担任名誉教授。
1975年夏，多布然斯基的病情加重。12月18日，在前往圣哈辛托作短暂访问的过程中因心脏衰竭而逝世，終年75歲。

## 名言
- 生物學的一切都沒有道理，除非放在演化的光芒之下 。("Nothing in Biology Makes Sense Except in the Light of Evolution") The American Biology Teacher, Vol. 35, pp 125–129, March 1973. Presented at the 1972 NABT convention.

## 著作
- Dobzhansky, Th. 1937. Genetics and the Origin of Species. Columbia University Press, New York. (2nd ed., 1941; 3rd ed., 1951)
- The Biological Basis of Human Freedom (1954).
- Dunn, L. C., & Dobzhansky, Th. 1946. Heredity, Race, and Society. The New American Library of World Literature, Inc., New York.
- Dobzhansky, Th. 1955. Evolution, Genetics, & Man. Wiley & Sons, New York.
- Dobzhansky, Th. 1962. Mankind Evolving. Yale University Press, New Haven, Connecticut.
- Dobzhansky, Th. 1967. The Biology of Ultimate Concern. New American Library, New York.
- Dobzhansky, Th. 1970. Genetics of the Evolutionary Process. Columbia University Press, New York.
- Genetic Diversity and Human Equality (1973).
- Dobzhansky, Th., F.J. Ayala, G.L. Stebbins & J.W. Valentine. 1977. Evolution. W.H. Freeman, San Francisco.
- [Dobzhansky, Th.] 1981. Dobzhansky's Genetics of Natural Populations I-XLIII. R.C. Lewontin, J.A. Moore, W.B. Provine & B. Wallace, eds. Columbia University Press, New York. (reprints the 43 papers in this series, all but two of which were authored or co-authored by Dobzhansky)